# Волощук Юрій Іванович
Ю́рій Іва́нович Волощу́к (21 листопада 1941, м. Ворошиловград (нині Луганськ), УРСР — 26 серпня 2019, м. Харків, Україна) — український науковець у галузі радіолокаційних досліджень метеорів, а також теорії та обробки сигналів, доктор технічних наук (1986), професор (1988) Харківського національного університету радіоелектроніки, керівник науково-дослідної лабораторії радіоастрономії імені Б. Л. Кащеєва, лавреат Премії НАН України ім. М. П. Барабашова за монографію «Метеори і метеорна речовина» (1994).

## Біографія
Юрій Волощук народився 21 листопада 1941 року у місті Ворошиловград (нині — Луганськ), УРСР.
У 1964 році завершив навчання у Харківському політехнічному університеті.
У період з 1964 по 1971 рік працював у Харківському політехнічному університеті, а з 1971 перейшов до Харківського інституту радіоелектроніки, де працював на різних посадах.
У 1974 році захистив кандидатську дисертацію за темою дослідження статистичних характеристик радіометеорів.
У 1986 році ним була захищена докторська дисертація.
У період з 1986 по 1997 роки був завідувачем кафедри основ радіотехніки, а також працював на посаді провідного наукового співробітника проблемної науково дослідної лабораторії з 1990 року. Юрій Волощук надихнув Юлія Гарбузова на створення науково-фантастичної книги – «Всесвітні рівняння».
У 1994 році Юрій Волощук разом з Б. Л. Кащеєвим та В. Г. Кручиненком отримали премію імені М. Барабашова Національної академії наук України за монографію «Метеори і метеорна речовина».
З 2003 року був керівником лабораторії радіоастрономії, геофізики і дистанційного зондування.
26 серпня 2019 року о 8-й ранку Юрій Іванович Волощук пішов із життя на 78-му році після тривалої хвороби.

## Наукові дослідження
Юрій Волощук спеціалізувався на дослідженнях за напрямами:
- астероїдна небезпека для Землі;
- пошук батьківських тіл метеоритних потоків;
- космологія та космогонія Сонячної системи.

За безпосередньої участі Юрія Волощука була створена автоматизована система «МАРС» (1970), призначена для радіолокаційного спостереження метеорів.
Він один з відомих представників наукової школи метеорної радіолокації Харківського національного університету радіоелектроніки (школа заснована в 1950-х роках Б. Л. Кащеєвим і В. В. Фединським).
Також за його безпосереднього керівництва створено й укладено каталог орбіт метеорних тіл (близько 250 тисяч одиниць) і каталог 5160 метеорних потоків.
Також на його честь названа мала планета № 13 009.

## Творчий доробок
Юрій Волощук є автором низки праць, присвячених радіолокаційному дослідженню метеорів
Статі:
- Коломиец С. В., Волощук Ю. И., Слипченко Н. И. Б. Л. Кащеев и метеорное направление научных исследований Харьковского национального университета радиоэлектроники // Радиотехника: Всеукр. межвед. науч.- техн. сб. — 2016. — Вып. 184. — С. 6-12.
- Cherkas Yu.V., Voloshchuk Yu.I., Kolomiets S.V. Frequency analysis of distributions of near Earth asteroids semi-major axes // The Advanced science journal. — 2014. — Issue 10. — P.79-82.
- Cherkas Yu.V., Voloshchuk Yu.I., Kolomiyets S.V. Application of epochs superposition method for periodic component searching in semi-major axis distribution of Near Earth Asteroids (NEA) // CriMiCo 2014—2014 24nd International Crimean Conference Microwave and Telecommunication Technology, Conference Proceedings, 2014. — pp. 1083-7084
- Борбулев С. И., Волощук Ю. И. , Черкас Ю. В. Методика расчета точек пересечения орбит метеоров потока с плоскостью // Восточно-Европейский журнал передовых технологий. — 2013. — № 4(4). — С. 45-49.
- Волощук Ю. И., Черкас Ю. В. Выявление метеорных потоков астероидного происхождения вместе с их родительскими телами // Прикладная радиоэлектроника: науч.-техн. журн. Том 10. — 2011. — № 1. — С. 73-777.
- Горелов Д. Ю., Волощук, Ю. И. Новый метод расчета физического фактора замечаемости радиометеоров // сб. науч. тр. 2-го Международного радиоэлектронного форума «Прикладная радиоэлектроника. Состояние и перспективы развития», МРФ-2005, 19–23 сентября 2005 г. — Харьков: ХНУРЭ, 2005. — Т. 1 — С. 211—214.
- Волощук Ю. И. Проблема выявления генетических связей комет, астероидов и метеороидов // Радиотехника: Всеукр. межвед. науч.- техн. сб. — Вып. 160. — Харьков: ХНУРЭ, 2010. — С.67-78.
- Кащеєв Б. Л., Волощук Ю. И., Казанцев А. М. и др. Метеорно-астероїдна небезпека та доплив космічної речовини на Землю // Космічна наука і технологія.- 1999.- Т.5.- № 1.- С.3-17.
- Kashcheyev B.L., Voloshchuk Yu.I., Vorgul A.V. The Meteor Complex near the Earth's Orbit: Sporadic Background, Streams, and Associations. III. Sources of Stream and Sporadic Meteoric Bodies // Solar System Research.-1997.-Vol. 31.- № 4.- P.306-329.
- Кащеев Б. Л., Волощук Ю. И., Ткачук А. А. Оценка замечаемости радиометеоров методом порядковых статистик // Астрономический вестник. — 1982, т. XVI — № 2. — С. 113—115.
- Кащеев Б. Л., Волощук Ю. И., Дудник Б. С. и др. Метеорная автоматизированная радиолокационная система // Метеорные исследования. — Москва: Советское радио,1977. — № 4. — С. 11–61.
- Кащеев Б. Л., Волощук Ю. И., Дьяков А. А. и др. Радионаблюдение метеоров с применением автоматизированных систем // Вестник АН СССР.- 1976.- № 10.- С.89-94.
- Волощук Ю. И.. Нечитайленко В. А. Регистратор метеорной станции высокой эффективной чувствительности // Вестник Харьковского политехнического университета. Вып. 1. Радиотехника. — Харьков: ХПИ. — 1967. — № 22(70). — С. 23-29.

Монографії та підручники:
- Кащеев Б. Л., Волощук Ю. И. Распределение метеорных тел вблизи орбиты Земли.- М.: Наукова думка, 1981.- 187 с.
- Волощук Ю. И., Кащеев Б. Л., Кручиненко В. Г. Метеоры и метеорное вещество. — К.: «Наукова думка», 1989. — 295 с.
- Волощук Ю. И., Горелов Д. Ю. Метеорные потоки и ассоциации, выявленные по результатам многолетних радиолокационных наблюдений метеоров в Харькове. — Харьков: Изд-во"НТМТ", 2011. — 383 с.
- Волощук Ю. И., Коломиец С. В., Черкас Ю. В. Анализ данных о малых телах Солнечной системы с использованием информационных радиотехнологий. Каталог метеорных орбит. — Харьков, 2018. — 344 с.
- Андреев В. В., Бабаджанов П. Б., ….Волощук Ю. И. и др. ГОСТ СССР "Вещество метеорное. Модель пространственного распределения. ГОСТ 25645.128-85. — Москва: Гос.ком. СССР по стандартам, 1985. — 24с.
- Волощук Ю. І. Сигнали та процеси у радіотехніці: Підруч. Т. 1. — Харків: Компанія СМІТ, 2003. — 580 с.
- Волощук Ю. І. Сигнали та процеси у радіотехніці: Підруч. Т. 2. — Харків: «Компанія СМІТ», 2003. — 444 с.
- Волощук Ю. І. Методологія та метрологічне забезпечення наукових досліджень. Навчальний посібник для студентів спеціальностей напрямку «Телекоммунікації та Радіотехніка». — Харків: ХНУРЕ, 2010. — 264с.